# Клинове (Берестинський район)
Кли́нове — село в Україні, у Берестинському районі Харківської області. Населення становить 64 осіб. Орган місцевого самоврядування — Охоченська сільська рада.

## Географія
Село Клинове знаходиться біля витоків річки Вільхуватка, у верхів'ях балки Запорошений Лог по якій протікає пересихаючий струмок і за 6 км впадає в річку Берестова. На відстані 2 км розташоване село Гуляй Поле (Харківський район). До села примикає лісовий масив (дуб).